# Geremia da Montagnone
Geremia da Montagnone (Padova, 1250 circa – 1321) fu un giudice e preumanista padovano.

Apparteneva allo stesso circolo letterario del più illustre collega Lovato Lovati, ma non si cimentò con la scrittura; compilò invece un florilegio didattico, il compendio Compendium moralium notabilium, raccolto nei primi anni del XIV secolo e stampato poi a Venezia nel 1505, grazie alla vasta diffusione di cui godette; con citazioni ben ordinate e corredate di versetti e capitoli, tratte da Catullo, Marziale, Orazio, Seneca e Ovidio, l'opera dimostra la chiara influenza dell'umanesimo patavino dell'epoca.